# Cinema dadaista

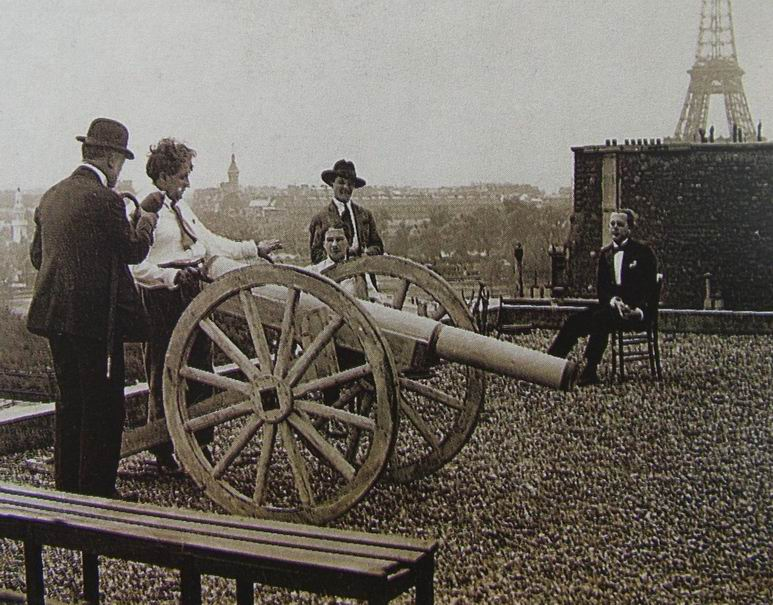
Erik Satie, Francis Picabia, René Clair & Jean Börlin, Entr'acte, ottobre 1924

Il cinema dadaista è una delle avanguardie del cinema francese degli anni Venti del XX secolo.

## Contesto artistico
Il Dadaismo fu uno dei primi movimenti artistici sovversivi del Novecento, nato ufficialmente a Zurigo nel 1916, su iniziativa di Tristan Tzara e durato approssimativamente fino al 1923. Fin dal 1918 il movimento si diffuse in Francia e fu appoggiato dalla rivista Littérature, fondata e diretta da André Breton.
"Dada" era una parola priva di senso, forse originatasi dall'inglese dove indica un passatempo ozioso per l'aristocrazia. Nel dadaismo confluivano idee anarchiche, nichiliste, sarcastiche, alla ricerca di una libertà assoluta che liberava la produzione artistica da qualsiasi deferenza verso il passato o anche qualsiasi significato o scopo estetico. Secondo Tzara per scrivere una poesia bastava estrarre da un cappello fogliettini con parole a caso, secondo Duchamp un'opera d'arte poteva essere un qualsiasi oggetto tolto dal suo contesto normale e messo in una galleria d'arte o in un museo. 
Il dadaismo ebbe una grande forza liberatoria ed ha contribuito a svecchiare tutti i campi artistici, dalla letteratura alle arti visive. Il manifesto di Dada riecheggiava il Manifesto del futurismo di Marinetti, ma si spingeva ancora più oltre, demolendo qualsiasi certezza, compreso lo stesso dadaismo: tra le parole d'ordine c'erano quelle che "il pensiero si fa nella bocca" (e non ragionando quindi: il significato si trova dopo la parola .), "chiunque è direttore di Dada", "i veri dadaisti sono contro Dada", ecc. Il movimento era quindi una rivoluzione permanente, dove ogni istituzionalizzazione era bandita. Con questa libertà e dissacrazione a tutti i costi il dadaismo ebbe però un corto respiro, sciogliendosi quasi spontaneamente verso il 1923: non si può distruggere all'infinito senza altre proposte concrete. Nonostante ciò il movimento lasciò una traccia indelebile in tutta la produzione artistica fino all'arte contemporanea dei giorni nostri.

## Cinema dadaista
L'incontro fra Dadaismo e cinema produsse alcuni capolavori, come il film di René Clair Entr'acte ("Intervallo", 1924), nato proprio come intervallo cinematografico tra i due tempi del balletto Relâche di Erik Satie. Si tratta di un film di sole immagini, libere dalla necessità di dover produrre una storia sensata, che si compongono e scompongono creando una sorta di balletto visivo, all'insegna della gioia di vivere e di guardare. 
Molti film dadaisti seguirono il modello di Entr'acte, ma nessuno riuscì a restituire altrettanto piacere visivo. In seguito Clair tornò alla narrazione nel cinema, con Un cappello di paglia di Firenze, che inizia come una banale farsa e termina, dopo un rutilante susseguirsi di immagini in un montaggio frenetico e ossessivo, come un incubo. 
La gratuità del Dadaismo però stancò presto: le cose senza significato alla lunga diventano ripetitive e noiose, per cui gli artisti si indirizzarono spontaneamente verso nuove sperimentazioni.
Marcel Duchamp diresse un film d'avanguardia Anémic Cinéma nel 1926, ma sebbene riprenda alcuni motivi del dadaismo (come le frasi beffarde e i giochi di parole) fu girato dopo lo scioglimento spontaneo del movimento, per cui viene di solito collocato come opera di mezzo tra il dadaismo e il surrealismo, tra le avanguardie e il cinema puro. Vi sono filmati diciannove dischi ottici rotanti, alcuni composti da figure ipnotiche, altri da complicate frasi che, dopo la fatica di leggerle, si rivelano senza senso.